# Dixie Lee
Dixie Lee (nacida como Wilma Winifred Wyatt; 4 de noviembre de 1909-1 de noviembre de 1952) fue una actriz, bailarina y cantante estadounidense. Fue la primera esposa del cantante Bing Crosby.

## Biografía
Nació como Wilma Winifred Wyatt en Harriman, Tennessee, el 4 de noviembre de 1909, hija de Evan Wyatt y de Nora Scarborough. (Cuando entró en el mundo del espectáculo, dio como fecha de nacimiento el 4 de noviembre de 1911.) Tras mudarse a Chicago, se graduó en el instituto Senn High School. Durante su estancia en Chicago, adoptó el nombre profesional de "Dixie Carroll" para presentarse a un concurso de canto amateur en mayo de 1928. Ganó el concurso y el premio fue un trabajo como cantante en un bar de roadhouse llamado College Inn. Mientras trabajaba allí, un cazatalentos la descubrió y le dio un papel en la compañía itinerante Good News. Posteriormente le ofrecieron un contrato cinematográfico y Winfield Sheehan, del estudio Fox, le cambió el nombre por el de Dixie Lee, para evitar confusiones con las actrices Nancy Carroll y Sue Carol.

## Matrimonio

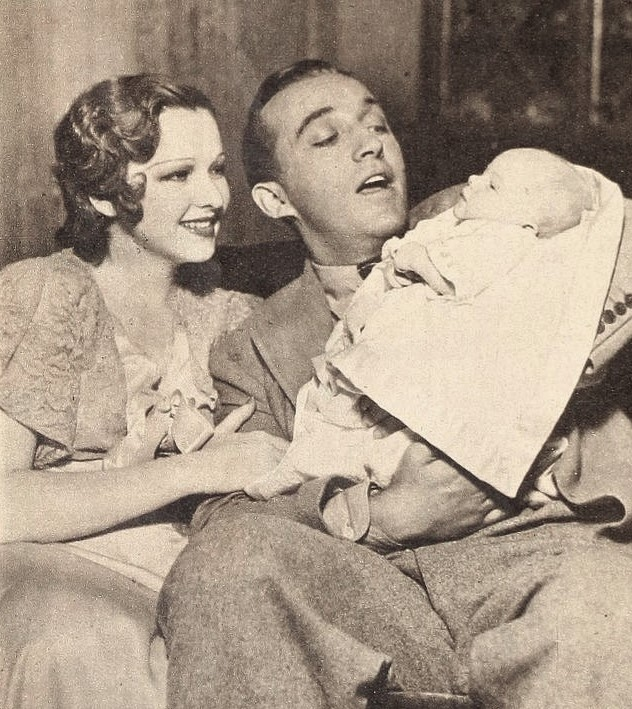
Dixie Lee con Bing Crosby y su primer hijo Gary Crosby, 1933

Conoció a Bing Crosby a los 20 años y se casaron el 29 de septiembre de 1930 en la Church of the Blessed Sacrament de Hollywood. Dixie Lee era más conocida que Crosby en aquella época, como ilustra el comunicado de prensa incorrecto emitido por Associated Press, que informó de que se había casado con "Murray Crosey".

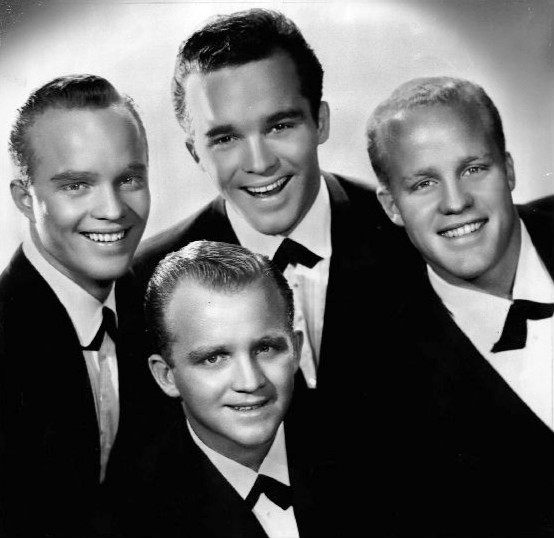
Crosby Brothers - hijos de Dixie Lee y Bing Crosby, 1959

El matrimonio empezó a tener problemas y, el 4 de marzo de 1931, Dixie anunció que se habían separado y que pronto presentaría una demanda de divorcio por crueldad mental. Y añadió, "Sólo llevamos seis meses casados, pero ya hemos descubierto que no somos el uno para el otro. Nuestra separación es amistosa y la única razón es que no nos llevamos bien. 'Bing' es un buen amigo, pero casados no podemos ser felices". Al cabo de una semana se produjo la reconciliación. Dixie había ido con un grupo de amigos a Agua Caliente a pasar el fin de semana. A una de las chicas del grupo le confesó que no estaba ni la mitad de enfadada con Crosby que cuando se separaron hacía una semana. La chica puso a Crosby al teléfono de larga distancia y al momento él y Dixie estaban hablando entre sí. Una hora y media más tarde, Crosby apareció en Agua Caliente, después de haber volado en un avión, y todo estaba bien de nuevo.
Tuvieron cuatro hijos: Gary (1933); los gemelos Phillip y Dennis (1934); y Lindsay (1938). Lindsay y Dennis se suicidaron siendo adultos, Lindsay en 1989 y Dennis en 1991.
Tras el nacimiento de los gemelos, regresó brevemente al mundo del espectáculo. Dixie Lee hizo dos apariciones en el programa de radio Shell Chateau en 1935, y rodó tres películas más. Su película más notable es probablemente Love in Bloom (1935). Su última película fue Redheads on Parade, pero las críticas fueron mediocres. Grabó un par de discos el 11 de marzo de 1935, "You've Got Me Doing Things", una canción que introdujo en la película Love in Bloom. Este fue su primer disco, y lo apoyó con "My Heart Is an Open Book". Se animó a volver al estudio de grabación el 27 de julio de 1936, y grabó "Until the Real Thing Comes Along" y "When a Lady Meets a Gentleman Down South" para Decca Records. Sus últimas grabaciones fueron dos duetos con su marido grabados el 19 de agosto de 1936: A Fine Romance y The Way You Look Tonight. Después se retiró del mundo del espectáculo.

## Vida personal

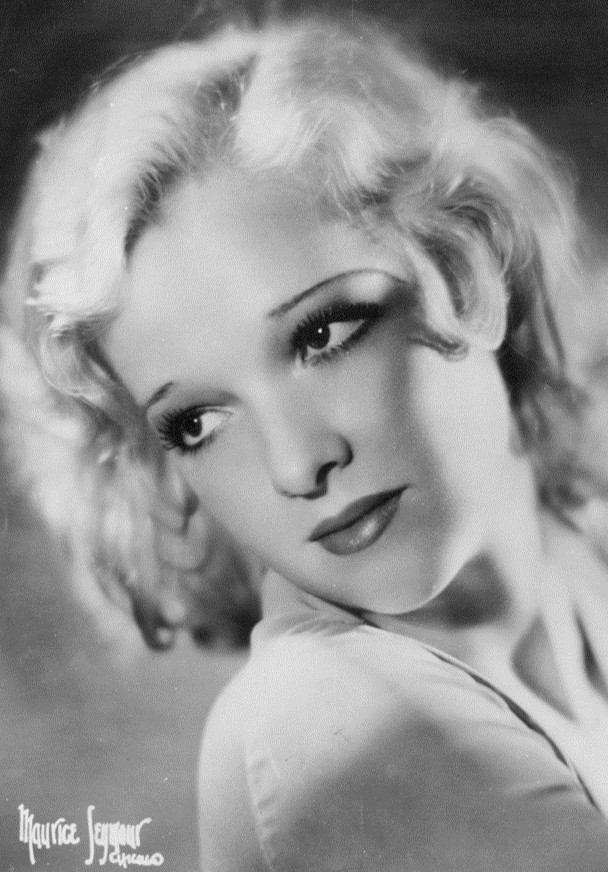
Dixie Lee, 1935

El biógrafo de Crosby, Gary Giddins, describe a Dixie Lee como una persona tímida y reservada con un enfoque sensato de la vida. Giddins cuenta que Dixie y Bing, como jóvenes casados, eran invitados a menudo a fiestas en las que abundaba el licor, y Dixie bebía socialmente para estar a la altura de Bing. Consiguió frenar el consumo de alcohol de Bing, pero su propio alcoholismo empeoró. Esto provocó problemas en el matrimonio y Crosby se planteó brevemente el divorcio en enero de 1941. En enero de 1945, Dixie Lee fue ingresada de urgencia en el hospital St. Vincent tras sufrir un colapso por una "infección respiratoria". Crosby acompañó a su esposa al hospital en ambulancia y permaneció junto a ella durante la noche. Un artículo posterior de la revista Picturegoer sugería que había tomado una sobredosis accidental de somníferos y que su vida estuvo en peligro durante más de una semana.
Bing Crosby viajó a Europa en 1950 para realizar una larga visita y se publicaron titulares que afirmaban que el matrimonio Crosby estaba tenso, pero esto se desmintió posteriormente.
Crosby la convenció para que participara en su programa de radio del 20 de diciembre de 1950, su primera aparición con él en la radio. Fue su primera aparición profesional desde 1936. En enero de 1951, los informes de prensa indicaban que Crosby se había mudado recientemente a su casa de Holmby Hills con Dixie Lee. Había estado pasando gran parte de su tiempo en su casa de Pebble Beach.
Dixie Lee murió de cáncer de ovario el 1 de noviembre de 1952, tres días antes de cumplir 43 años. Fue enterrada en la parcela de Crosby en el cementerio de Holy Cross en Culver City, California, tras una misa de réquiem en la Church of the Good Shepherd de Beverly Hills el 3 de noviembre.

## Filmografía
- 1929: Knights Out (Cortometraje)
- 1929: Fox Movietone Follies of 1929 como Lead Dancer In Fashion Number
- 1929: Why Leave Home? como Billie
- 1929: Happy Days como bailarina principal en 'Crazy Feet' number
- 1930: Harmony at Home como Rita Joyce
- 1930: Let's Go Places como Dixie
- 1930: The Big Party como Kitty Collins
- 1930: Cheer Up and Smile como Margie
- 1931: No Limit como Dotty 'Dodo' Potter
- 1931: Mr. Lemon of Orange as Hat Check Girl (uncredited)
- 1931: Quick Millions como secretaria de Stone (sin acreditar)
- 1931: Young Sinners como chica (sin acreditar)
- 1931: Night Life in Reno como Dorothy Pierce
- 1931: Darn Tootin (Cortometraje) como cantante
- 1934: Manhattan Love Song como Geraldine Stewart
- 1935: Love in Bloom como Violet Downey
- 1935: Redheads on Parade como Ginger Blair (último papel cinematográfico)

## En la cultura popular
La película de 1947 Smash-Up, the Story of a Woman se basa libremente en la vida de Dixie Lee.

## Legado

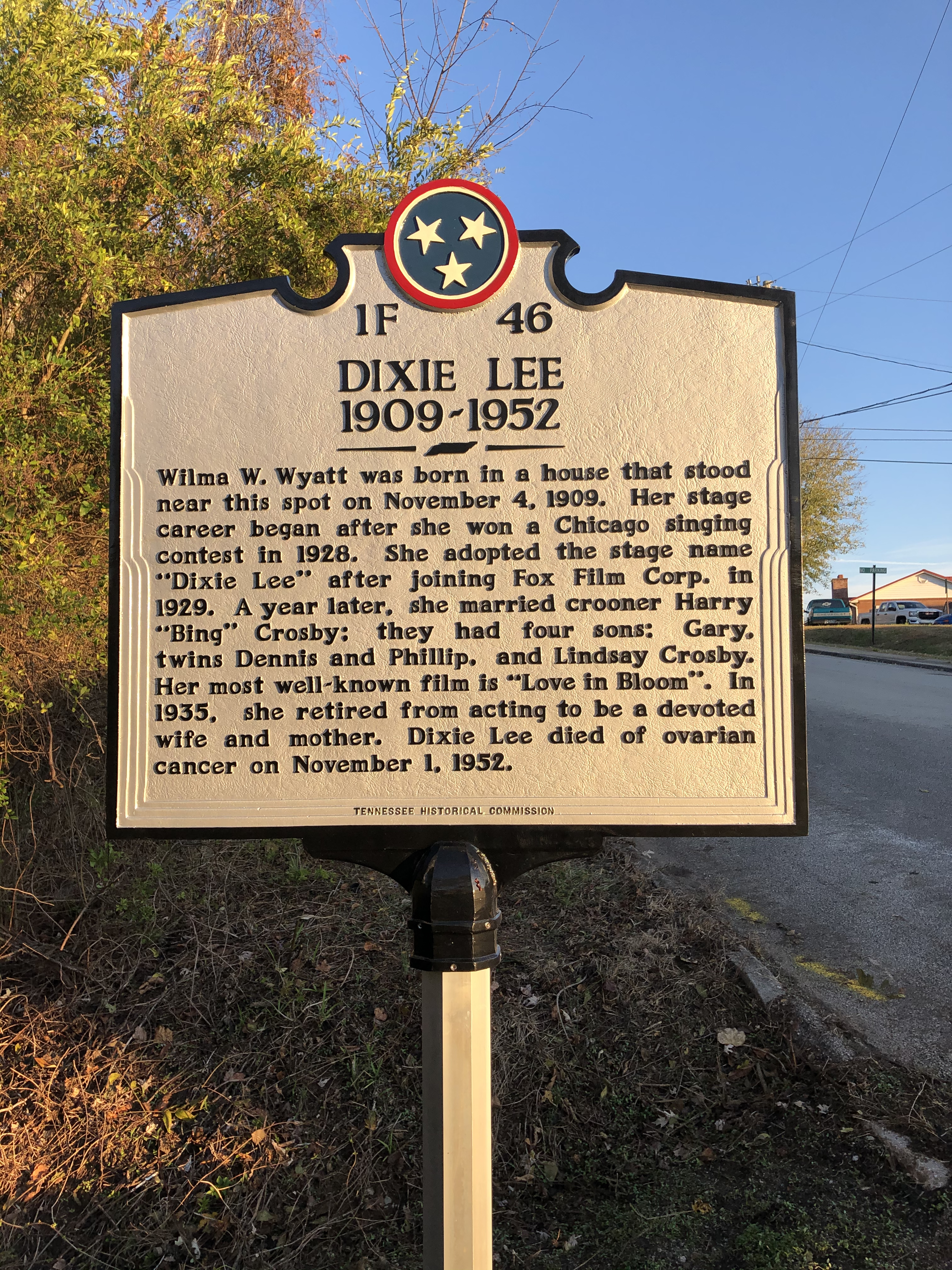
Dixie Lee (1F 46) Tennessee State Historical Marker cerca del lugar de nacimiento de Wilma Wyatt en Harriman, Tennessee.

El 8 de noviembre de 2019, la Comisión Histórica de Tennessee y la ciudad de Harriman, Tennessee, inauguraron un marcador histórico estatal de Tennessee (1F 46) cerca del lugar de nacimiento de Dixie en la sección Walnut Hill del centro de Harriman.